# Roodkniedikpootspringspin
De roodkniedikpootspringspin (Sibianor larae) is een spinnensoort in de taxonomische indeling van de springspinnen (Salticidae).
Het dier behoort tot het geslacht Sibianor. De wetenschappelijke naam van de soort werd voor het eerst geldig gepubliceerd in 2001 door Dmitri Viktorovich Logunov.
De naam verwijst naar de opvallende rode knieën van de spin die waarschijnlijk worden gebruikt tijdens de balts. Het gaat hier om de knieën van het eerste pootpaar. Aangenomen wordt dat de rode kleur een rol speelt bij de soortherkenning tijdens de paartijd.
De soort lijkt sterk op de dikpootspringspin (Sibianor aurocinctus) en is daarvan pas in 2001 afgesplitst. Hierdoor is de verspreiding niet zeer duidelijk. De soort is bekend van Fennoscandinavië, Nederland,  België en Duitsland, via de Oeral en Siberië tot Sachalin. De spin heeft een habitat die bestaat uit droge warme plaatsen in heidegebieden. 
De roodkniedikpootspringspin werd in Nederland aangetroffen in mei 2008, toen tijdens een grootschalig onderzoek van heideterreinen de soort gevonden werd in twee heideterreinen in Noord-Brabant in de Strabrechtse Heide en in Drenthe in het Dwingelderveld.